# Europees kampioenschap handbal mannen 2016
Het twaalfde Europees kampioenschap handbal mannen werd gehouden in Polen van 15 januari 2016 tot en met 31 januari 2016. De titelhouder was Frankrijk. In de finale verloren de Spanjaarden van de Duitse mannen die zich de nieuwe Europese kampioenen mochten noemen. Het was de tweede Europese titel van Duitsland, dat eerder in 2004 had gezegevierd.

## Kandidaten voor de organisatie
| Land(en)  | Stemmen |
| --------- | ------- |
| Polen     | 27      |
| Kroatië   | 15      |
| Noorwegen | 4       |

## Gekwalificeerde teams
- Polen (gastland)
- Kroatië
- Denemarken
- Zweden

- IJsland
- Hongarije
- Frankrijk (titelhouder)
- Spanje

- Noorwegen
- Wit-Rusland
- Slovenië
- Servië

- Rusland
- Macedonië
- Duitsland
- Montenegro

## Groepsfase
|  | Teams die zich hebben geplaatst voor de hoofdronde |

#### Groep A
| Pos | Team      | Wed | W | G | V | DV | DT | DS  | Ptn |
| --- | --------- | --- | - | - | - | -- | -- | --- | --- |
| 1   | Polen     | 3   | 3 | 0 | 0 | 84 | 76 | +8  | 6   |
| 2   | Frankrijk | 3   | 2 | 0 | 1 | 91 | 80 | +11 | 4   |
| 3   | Macedonië | 3   | 0 | 1 | 2 | 73 | 81 | −8  | 1   |
| 4   | Servië    | 3   | 0 | 1 | 2 | 81 | 92 | −11 | 1   |

| 15 januari 2016 18:00 | Frankrijk   | 30–23   | Macedonië    | Tauron Arena, Krakau Toeschouwers: 9.000 Scheidsrechters: Gjeding, Hansen (DEN) |
| 15 januari 2016 18:00 | Sorhaindo 6 | (12–12) | K. Lazarov 9 | Tauron Arena, Krakau Toeschouwers: 9.000 Scheidsrechters: Gjeding, Hansen (DEN) |
| 15 januari 2016 18:00 | 2× 6× 1×    | verslag | 3× 7×        | Tauron Arena, Krakau Toeschouwers: 9.000 Scheidsrechters: Gjeding, Hansen (DEN) |

| 15 januari 2016 20:30 | Polen     | 29–28   | Servië              | Tauron Arena, Krakau Toeschouwers: 14.100 Scheidsrechters: Stark, Ştefan (ROU) |
| 15 januari 2016 20:30 | Jurecki 7 | (14–15) | Nenadić, Nikčević 7 | Tauron Arena, Krakau Toeschouwers: 14.100 Scheidsrechters: Stark, Ştefan (ROU) |
| 15 januari 2016 20:30 | 4× 3×     | verslag | 4× 6× 1×            | Tauron Arena, Krakau Toeschouwers: 14.100 Scheidsrechters: Stark, Ştefan (ROU) |

| 17 januari 2016 18:15 | Servië  | 26–36   | Frankrijk | Tauron Arena, Krakau Toeschouwers: 10.900 Scheidsrechters: Johansson, Kliko (SWE) |
| 17 januari 2016 18:15 | Šešum 7 | (16–19) | Nyokas 8  | Tauron Arena, Krakau Toeschouwers: 10.900 Scheidsrechters: Johansson, Kliko (SWE) |
| 17 januari 2016 18:15 | 3× 7×   | verslag | 2×        | Tauron Arena, Krakau Toeschouwers: 10.900 Scheidsrechters: Johansson, Kliko (SWE) |

| 17 januari 2016 20:30 | Macedonië    | 23–24   | Polen     | Tauron Arena, Krakau Toeschouwers: 14.200 Scheidsrechters: Geipel, Helbig (GER) |
| 17 januari 2016 20:30 | K. Lazarov 8 | (13–11) | Syprzak 6 | Tauron Arena, Krakau Toeschouwers: 14.200 Scheidsrechters: Geipel, Helbig (GER) |
| 17 januari 2016 20:30 | 4×           | verslag | 1× 5× 1×  | Tauron Arena, Krakau Toeschouwers: 14.200 Scheidsrechters: Geipel, Helbig (GER) |

| 19 januari 2016 18:15 | Macedonië   | 27–27   | Servië           | Tauron Arena, Krakau Toeschouwers: 11.000 Scheidsrechters: Horáček, Novotný (CZE) |
| 19 januari 2016 18:15 | Manaskov 10 | (13–13) | Nenadić, Šešum 7 | Tauron Arena, Krakau Toeschouwers: 11.000 Scheidsrechters: Horáček, Novotný (CZE) |
| 19 januari 2016 18:15 | 4× 1×       | verslag | 3× 6×            | Tauron Arena, Krakau Toeschouwers: 11.000 Scheidsrechters: Horáček, Novotný (CZE) |

| 19 januari 2016 20:30 | Frankrijk     | 25–31   | Polen      | Tauron Arena, Krakau Toeschouwers: 14.854 Scheidsrechters: López, Ramírez (ESP) |
| 19 januari 2016 20:30 | Abalo, Mahé 5 | (12–15) | Bielecki 9 | Tauron Arena, Krakau Toeschouwers: 14.854 Scheidsrechters: López, Ramírez (ESP) |
| 19 januari 2016 20:30 | 2× 3×         | verslag | 4× 6×      | Tauron Arena, Krakau Toeschouwers: 14.854 Scheidsrechters: López, Ramírez (ESP) |

#### Groep B
| Pos | Team        | Wed | W | G | V | DV | DT  | DS  | Ptn |
| --- | ----------- | --- | - | - | - | -- | --- | --- | --- |
| 1   | Noorwegen   | 3   | 2 | 0 | 1 | 88 | 84  | +4  | 4   |
| 2   | Kroatië     | 3   | 2 | 0 | 1 | 95 | 83  | +12 | 4   |
| 3   | Wit-Rusland | 3   | 1 | 0 | 2 | 87 | 94  | −7  | 2   |
| 4   | IJsland     | 3   | 1 | 0 | 2 | 92 | 101 | −9  | 2   |

| 15 januari 2016 16:00 | Kroatië  | 27–21   | Wit-Rusland | Spodek, Katowice Toeschouwers: 5.000 Scheidsrechters: Johansson, Kliko (SWE) |
| 15 januari 2016 16:00 | Štrlek 9 | (15–15) | Rutenka 8   | Spodek, Katowice Toeschouwers: 5.000 Scheidsrechters: Johansson, Kliko (SWE) |
| 15 januari 2016 16:00 | 4× 6× 1× | verslag | 3× 5× 1×    | Spodek, Katowice Toeschouwers: 5.000 Scheidsrechters: Johansson, Kliko (SWE) |

| 15 januari 2016 18:15 | IJsland      | 26–25   | Noorwegen  | Spodek, Katowice Toeschouwers: 6.200 Scheidsrechters: Geipel, Helbig (GER) |
| 15 januari 2016 18:15 | Pálmarsson 8 | (10–11) | Bjørnsen 7 | Spodek, Katowice Toeschouwers: 6.200 Scheidsrechters: Geipel, Helbig (GER) |
| 15 januari 2016 18:15 | 4× 7×        | verslag | 4×         | Spodek, Katowice Toeschouwers: 6.200 Scheidsrechters: Geipel, Helbig (GER) |

| 17 januari 2016 16:00 | Wit-Rusland  | 39–38   | IJsland     | Spodek, Katowice Toeschouwers: 6.200 Scheidsrechters: Horáček, Novotný (CZE) |
| 17 januari 2016 16:00 | Pukhouski 11 | (17–18) | Petersson 6 | Spodek, Katowice Toeschouwers: 6.200 Scheidsrechters: Horáček, Novotný (CZE) |
| 17 januari 2016 16:00 | 3× 6×        | verslag | 2× 5×       | Spodek, Katowice Toeschouwers: 6.200 Scheidsrechters: Horáček, Novotný (CZE) |

| 17 januari 2016 18:15 | Noorwegen  | 34–31   | Kroatië   | Spodek, Katowice Toeschouwers: 8.400 Scheidsrechters: López, Ramírez (ESP) |
| 17 januari 2016 18:15 | Bjørnsen 7 | (16–17) | Duvnjak 8 | Spodek, Katowice Toeschouwers: 8.400 Scheidsrechters: López, Ramírez (ESP) |
| 17 januari 2016 18:15 | 2× 4×      | verslag | 4× 6×     | Spodek, Katowice Toeschouwers: 8.400 Scheidsrechters: López, Ramírez (ESP) |

| 19 januari 2016 18:15 | Wit-Rusland | 27–29   | Noorwegen              | Spodek, Katowice Toeschouwers: 6.800 Scheidsrechters: Gjeding, Hansen (DEN) |
| 19 januari 2016 18:15 | Rutenka 9   | (13–12) | Bjørnsen, O'Sullivan 5 | Spodek, Katowice Toeschouwers: 6.800 Scheidsrechters: Gjeding, Hansen (DEN) |
| 19 januari 2016 18:15 | 4× 6×       | verslag | 3× 6×                  | Spodek, Katowice Toeschouwers: 6.800 Scheidsrechters: Gjeding, Hansen (DEN) |

| 19 januari 2016 20:30 | Kroatië | 37–28   | IJsland                  | Spodek, Katowice Toeschouwers: 7.000 Scheidsrechters: Stark, Ştefan (ROU) |
| 19 januari 2016 20:30 | Marić 8 | (19–10) | Gunnarsson, Sigurðsson 6 | Spodek, Katowice Toeschouwers: 7.000 Scheidsrechters: Stark, Ştefan (ROU) |
| 19 januari 2016 20:30 | 4× 5×   | verslag | 3× 4×                    | Spodek, Katowice Toeschouwers: 7.000 Scheidsrechters: Stark, Ştefan (ROU) |

#### Groep C
| Pos | Team      | Wed | W | G | V | DV | DT | DS | Ptn |
| --- | --------- | --- | - | - | - | -- | -- | -- | --- |
| 1   | Spanje    | 3   | 2 | 1 | 0 | 80 | 75 | +5 | 5   |
| 2   | Duitsland | 3   | 2 | 0 | 1 | 81 | 79 | +2 | 4   |
| 3   | Zweden    | 3   | 1 | 0 | 2 | 71 | 72 | −1 | 2   |
| 4   | Slovenië  | 3   | 0 | 1 | 2 | 66 | 72 | −6 | 1   |

| 16 januari 2016 18:30 | Spanje   | 32–29   | Duitsland   | Hala Stulecia, Wrocław Toeschouwers: 6.500 Scheidsrechters: Pichon, Reveret (FRA) |
| 16 januari 2016 18:30 | Rivera 7 | (18–15) | Dissinger 6 | Hala Stulecia, Wrocław Toeschouwers: 6.500 Scheidsrechters: Pichon, Reveret (FRA) |
| 16 januari 2016 18:30 | 3× 5× 1× | verslag | 3× 7×       | Hala Stulecia, Wrocław Toeschouwers: 6.500 Scheidsrechters: Pichon, Reveret (FRA) |

| 16 januari 2016 20:45 | Zweden   | 23–21   | Slovenië | Hala Stulecia, Wrocław Toeschouwers: 6.500 Scheidsrechters: Stoļarovs, Līcis (LAT) |
| 16 januari 2016 20:45 | Ekberg 4 | (16–9)  | Gaber 5  | Hala Stulecia, Wrocław Toeschouwers: 6.500 Scheidsrechters: Stoļarovs, Līcis (LAT) |
| 16 januari 2016 20:45 | 2× 6× 1× | verslag | 2× 5×    | Hala Stulecia, Wrocław Toeschouwers: 6.500 Scheidsrechters: Stoļarovs, Līcis (LAT) |

| 18 januari 2016 18:15 | Slovenië | 24–24   | Spanje        | Hala Stulecia, Wrocław Toeschouwers: 6.000 Scheidsrechters: Gousko, Repkin (BLR) |
| 18 januari 2016 18:15 | Žvižej 6 | (13–10) | Aguinagalde 6 | Hala Stulecia, Wrocław Toeschouwers: 6.000 Scheidsrechters: Gousko, Repkin (BLR) |
| 18 januari 2016 18:15 | 4× 3× 1× | verslag | 3× 4× 1×      | Hala Stulecia, Wrocław Toeschouwers: 6.000 Scheidsrechters: Gousko, Repkin (BLR) |

| 18 januari 2016 20:30 | Duitsland   | 27–26   | Zweden      | Hala Stulecia, Wrocław Toeschouwers: 6.500 Scheidsrechters: Gubica, Milošević (CRO) |
| 18 januari 2016 20:30 | Reichmann 9 | (13–17) | Jakobsson 8 | Hala Stulecia, Wrocław Toeschouwers: 6.500 Scheidsrechters: Gubica, Milošević (CRO) |
| 18 januari 2016 20:30 | 4× 5× 1×    | verslag | 3×          | Hala Stulecia, Wrocław Toeschouwers: 6.500 Scheidsrechters: Gubica, Milošević (CRO) |

| 20 januari 2016 17:15 | Duitsland   | 25–21   | Slovenië    | Hala Stulecia, Wrocław Toeschouwers: 6.500 Scheidsrechters: Santos, Fonseca (POR) |
| 20 januari 2016 17:15 | Reichmann 5 | (12–10) | Kavtičnik 6 | Hala Stulecia, Wrocław Toeschouwers: 6.500 Scheidsrechters: Santos, Fonseca (POR) |
| 20 januari 2016 17:15 | 2× 7× 1×    | verslag | 2× 7× 1×    | Hala Stulecia, Wrocław Toeschouwers: 6.500 Scheidsrechters: Santos, Fonseca (POR) |

| 20 januari 2016 20:00 | Spanje   | 24–22   | Zweden               | Hala Stulecia, Wrocław Toeschouwers: 6.200 Scheidsrechters: Nachevski, Nikolov (MKD) |
| 20 januari 2016 20:00 | Rivera 9 | (12–10) | Jakobsson, Östlund 4 | Hala Stulecia, Wrocław Toeschouwers: 6.200 Scheidsrechters: Nachevski, Nikolov (MKD) |
| 20 januari 2016 20:00 | 3× 2×    | verslag | 2× 4×                | Hala Stulecia, Wrocław Toeschouwers: 6.200 Scheidsrechters: Nachevski, Nikolov (MKD) |

#### Groep D
| Pos | Team       | Wed | W | G | V | DV | DT | DS  | Ptn |
| --- | ---------- | --- | - | - | - | -- | -- | --- | --- |
| 1   | Denemarken | 3   | 3 | 0 | 0 | 91 | 75 | +16 | 6   |
| 2   | Rusland    | 3   | 2 | 0 | 1 | 80 | 78 | +2  | 4   |
| 3   | Hongarije  | 3   | 1 | 0 | 2 | 80 | 84 | −4  | 2   |
| 4   | Montenegro | 3   | 0 | 0 | 3 | 76 | 90 | −14 | 0   |

| 16 januari 2016 18:00 | Hongarije | 32–27   | Montenegro | Ergo Arena, Gdańsk / Sopot Toeschouwers: 6.864 Scheidsrechters: Gousko, Repkin (BLR) |
| 16 januari 2016 18:00 | Bánhidi 7 | (16–12) | Borozan 7  | Ergo Arena, Gdańsk / Sopot Toeschouwers: 6.864 Scheidsrechters: Gousko, Repkin (BLR) |
| 16 januari 2016 18:00 | 3× 5×     | verslag | 2× 4×      | Ergo Arena, Gdańsk / Sopot Toeschouwers: 6.864 Scheidsrechters: Gousko, Repkin (BLR) |

| 16 januari 2016 20:15 | Denemarken     | 31–25   | Rusland     | Ergo Arena, Gdańsk / Sopot Toeschouwers: 7.952 Scheidsrechters: Gubica, Milošević (CRO) |
| 16 januari 2016 20:15 | drie spelers 4 | (13–13) | Shelmenko 5 | Ergo Arena, Gdańsk / Sopot Toeschouwers: 7.952 Scheidsrechters: Gubica, Milošević (CRO) |
| 16 januari 2016 20:15 | 3× 2×          | verslag | 2× 3×       | Ergo Arena, Gdańsk / Sopot Toeschouwers: 7.952 Scheidsrechters: Gubica, Milošević (CRO) |

| 18 januari 2016 18:00 | Rusland   | 27–26   | Hongarije | Ergo Arena, Gdańsk / Sopot Toeschouwers: 6.452 Scheidsrechters: Nachevski, Nikolov (MKD) |
| 18 januari 2016 18:00 | Dibirov 6 | (14–10) | Jamali 6  | Ergo Arena, Gdańsk / Sopot Toeschouwers: 6.452 Scheidsrechters: Nachevski, Nikolov (MKD) |
| 18 januari 2016 18:00 | 4× 6×     | verslag | 3×        | Ergo Arena, Gdańsk / Sopot Toeschouwers: 6.452 Scheidsrechters: Nachevski, Nikolov (MKD) |

| 18 januari 2016 20:15 | Montenegro | 28–30   | Denemarken | Ergo Arena, Gdańsk / Sopot Toeschouwers: 6.980 Scheidsrechters: Santos, Fonseca (POR) |
| 18 januari 2016 20:15 | Grbović 7  | (16–14) | Eggert 6   | Ergo Arena, Gdańsk / Sopot Toeschouwers: 6.980 Scheidsrechters: Santos, Fonseca (POR) |
| 18 januari 2016 20:15 | 2× 3×      | verslag | 3×         | Ergo Arena, Gdańsk / Sopot Toeschouwers: 6.980 Scheidsrechters: Santos, Fonseca (POR) |

| 20 januari 2016 17:15 | Rusland             | 28–21   | Montenegro            | Ergo Arena, Gdańsk / Sopot Toeschouwers: 5.930 Scheidsrechters: Stoļarovs, Līcis (LAT) |
| 20 januari 2016 17:15 | Gorbok, Shelmenko 5 | (14–9)  | Ševaljević, Vujović 4 | Ergo Arena, Gdańsk / Sopot Toeschouwers: 5.930 Scheidsrechters: Stoļarovs, Līcis (LAT) |
| 20 januari 2016 17:15 | 2× 3×               | verslag | 3× 5×                 | Ergo Arena, Gdańsk / Sopot Toeschouwers: 5.930 Scheidsrechters: Stoļarovs, Līcis (LAT) |

| 20 januari 2016 20:00 | Denemarken | 30–22   | Hongarije | Ergo Arena, Gdańsk / Sopot Toeschouwers: 8.361 Scheidsrechters: Pichon, Reveret (FRA) |
| 20 januari 2016 20:00 | Hansen 9   | (18–10) | Hornyák 5 | Ergo Arena, Gdańsk / Sopot Toeschouwers: 8.361 Scheidsrechters: Pichon, Reveret (FRA) |
| 20 januari 2016 20:00 | 3× 1×      | verslag | 3× 2×     | Ergo Arena, Gdańsk / Sopot Toeschouwers: 8.361 Scheidsrechters: Pichon, Reveret (FRA) |

## Hoofdronde
|  | Teams die zich hebben geplaatst voor de halve finales                    |
|  | Teams die zich hebben geplaatst voor de wedstrijd om de 5e tot 8e plaats |

### Groep I
| Pos | Team        | Wed | W | G | V | DV  | DT  | DS  | Ptn |
| --- | ----------- | --- | - | - | - | --- | --- | --- | --- |
| 1   | Noorwegen   | 5   | 4 | 1 | 0 | 153 | 141 | +12 | 9   |
| 2   | Kroatië     | 5   | 3 | 0 | 2 | 153 | 134 | +19 | 6   |
| 3   | Frankrijk   | 5   | 3 | 0 | 2 | 145 | 130 | +15 | 6   |
| 4   | Polen       | 5   | 3 | 0 | 2 | 138 | 142 | −4  | 6   |
| 5   | Wit-Rusland | 5   | 1 | 0 | 4 | 128 | 151 | −23 | 2   |
| 6   | Macedonië   | 5   | 0 | 1 | 4 | 130 | 149 | −19 | 1   |

| 21 januari 2016 18:15 | Frankrijk   | 34–23   | Wit-Rusland  | Tauron Arena, Krakau Toeschouwers: 6.900 Scheidsrechters: Johansson, Kliko (SWE) |
| 21 januari 2016 18:15 | Karabatić 9 | (20–5)  | Khadkevich 9 | Tauron Arena, Krakau Toeschouwers: 6.900 Scheidsrechters: Johansson, Kliko (SWE) |
| 21 januari 2016 18:15 | 3×          | verslag | 3× 2×        | Tauron Arena, Krakau Toeschouwers: 6.900 Scheidsrechters: Johansson, Kliko (SWE) |

| 21 januari 2016 20:30 | Macedonië  | 24–34   | Kroatië     | Tauron Arena, Krakau Toeschouwers: 9.100 Scheidsrechters: Geipel, Helbig (GER) |
| 21 januari 2016 20:30 | Manaskov 7 | (13–17) | Slišković 6 | Tauron Arena, Krakau Toeschouwers: 9.100 Scheidsrechters: Geipel, Helbig (GER) |
| 21 januari 2016 20:30 | 3× 1×      | verslag | 3× 2×       | Tauron Arena, Krakau Toeschouwers: 9.100 Scheidsrechters: Geipel, Helbig (GER) |

| 23 januari 2016 18:15 | Frankrijk | 32–24   | Kroatië   | Tauron Arena, Krakau Toeschouwers: 10.600 Scheidsrechters: Horáček, Novotný (CZE) |
| 23 januari 2016 18:15 | Abalo 6   | (16–10) | Duvnjak 5 | Tauron Arena, Krakau Toeschouwers: 10.600 Scheidsrechters: Horáček, Novotný (CZE) |
| 23 januari 2016 18:15 | 2× 3×     | verslag | 3× 5× 1×  | Tauron Arena, Krakau Toeschouwers: 10.600 Scheidsrechters: Horáček, Novotný (CZE) |

| 23 januari 2016 20:30 | Polen       | 28–30   | Noorwegen | Tauron Arena, Krakau Toeschouwers: 14.600 Scheidsrechters: López, Ramírez (ESP) |
| 23 januari 2016 20:30 | Bielecki 10 | (15–16) | Hansen 8  | Tauron Arena, Krakau Toeschouwers: 14.600 Scheidsrechters: López, Ramírez (ESP) |
| 23 januari 2016 20:30 | 2× 4×       | verslag | 3× 5×     | Tauron Arena, Krakau Toeschouwers: 14.600 Scheidsrechters: López, Ramírez (ESP) |

| 25 januari 2016 18:15 | Macedonië     | 31–31   | Noorwegen  | Tauron Arena, Krakau Toeschouwers: 7.600 Scheidsrechters: Stark, Ştefan (ROU) |
| 25 januari 2016 18:15 | K. Lazarov 11 | (17–13) | Bjørnsen 6 | Tauron Arena, Krakau Toeschouwers: 7.600 Scheidsrechters: Stark, Ştefan (ROU) |
| 25 januari 2016 18:15 | 3× 4×         | verslag | 4× 5×      | Tauron Arena, Krakau Toeschouwers: 7.600 Scheidsrechters: Stark, Ştefan (ROU) |

| 25 januari 2016 20:30 | Polen     | 32–27   | Wit-Rusland | Tauron Arena, Krakau Toeschouwers: 14.000 Scheidsrechters: Santos, Fonseca (POR) |
| 25 januari 2016 20:30 | Jurecki 9 | (19–13) | Shylovich 6 | Tauron Arena, Krakau Toeschouwers: 14.000 Scheidsrechters: Santos, Fonseca (POR) |
| 25 januari 2016 20:30 | 3× 2×     | verslag | 3× 4×       | Tauron Arena, Krakau Toeschouwers: 14.000 Scheidsrechters: Santos, Fonseca (POR) |

| 27 januari 2016 16:00 | Macedonië     | 29–30   | Wit-Rusland  | Tauron Arena, Krakau Toeschouwers: 3.100 Scheidsrechters: Stoļarovs, Līcis (LAT) |
| 27 januari 2016 16:00 | K. Lazarov 10 | (13–14) | Pukhouski 11 | Tauron Arena, Krakau Toeschouwers: 3.100 Scheidsrechters: Stoļarovs, Līcis (LAT) |
| 27 januari 2016 16:00 | 3× 2×         | verslag | 2× 5×        | Tauron Arena, Krakau Toeschouwers: 3.100 Scheidsrechters: Stoļarovs, Līcis (LAT) |

| 27 januari 2016 18:15 | Frankrijk  | 24–29   | Noorwegen  | Tauron Arena, Krakau Toeschouwers: 10.200 Scheidsrechters: Geipel, Helbig (GER) |
| 27 januari 2016 18:15 | Narcisse 7 | (11–12) | Tønnesen 6 | Tauron Arena, Krakau Toeschouwers: 10.200 Scheidsrechters: Geipel, Helbig (GER) |
| 27 januari 2016 18:15 | 2× 3×      | verslag | 2× 7×      | Tauron Arena, Krakau Toeschouwers: 10.200 Scheidsrechters: Geipel, Helbig (GER) |

| 27 januari 2016 20:30 | Polen              | 23–37   | Kroatië   | Tauron Arena, Krakau Toeschouwers: 15.000 Scheidsrechters: Gjeding, Hansen (DEN) |
| 27 januari 2016 20:30 | Bielecki, Daszek 4 | (10–15) | Štrlek 11 | Tauron Arena, Krakau Toeschouwers: 15.000 Scheidsrechters: Gjeding, Hansen (DEN) |
| 27 januari 2016 20:30 | 1× 6×              | verslag | 2× 5×     | Tauron Arena, Krakau Toeschouwers: 15.000 Scheidsrechters: Gjeding, Hansen (DEN) |

### Groep II
| Pos | Team       | Wed | W | G | V | DV  | DT  | DS  | Ptn |
| --- | ---------- | --- | - | - | - | --- | --- | --- | --- |
| 1   | Spanje     | 5   | 4 | 0 | 1 | 135 | 130 | +5  | 8   |
| 2   | Duitsland  | 5   | 4 | 0 | 1 | 140 | 129 | +11 | 8   |
| 3   | Denemarken | 5   | 3 | 1 | 1 | 139 | 123 | +16 | 7   |
| 4   | Zweden     | 5   | 1 | 2 | 2 | 126 | 121 | +5  | 4   |
| 5   | Rusland    | 5   | 1 | 1 | 3 | 132 | 140 | −8  | 3   |
| 6   | Hongarije  | 5   | 0 | 0 | 5 | 110 | 139 | −29 | 0   |

| 22 januari 2016 18:15 | Duitsland | 29–19   | Hongarije      | Hala Stulecia, Wrocław Toeschouwers: 6.500 Scheidsrechters: Gubica, Milošević (CRO) |
| 22 januari 2016 18:15 | Wiede 6   | (17–9)  | drie spelers 3 | Hala Stulecia, Wrocław Toeschouwers: 6.500 Scheidsrechters: Gubica, Milošević (CRO) |
| 22 januari 2016 18:15 | 4× 2×     | verslag | 3×             | Hala Stulecia, Wrocław Toeschouwers: 6.500 Scheidsrechters: Gubica, Milošević (CRO) |

| 22 januari 2016 20:30 | Zweden      | 28–28   | Rusland   | Hala Stulecia, Wrocław Toeschouwers: 6.350 Scheidsrechters: Pichon, Reveret (FRA) |
| 22 januari 2016 20:30 | Jakobsson 9 | (15–15) | Dibirov 7 | Hala Stulecia, Wrocław Toeschouwers: 6.350 Scheidsrechters: Pichon, Reveret (FRA) |
| 22 januari 2016 20:30 | 4× 5×       | verslag | 3× 4×     | Hala Stulecia, Wrocław Toeschouwers: 6.350 Scheidsrechters: Pichon, Reveret (FRA) |

| 24 januari 2016 18:15 | Duitsland   | 30–29   | Rusland   | Hala Stulecia, Wrocław Toeschouwers: 6.593 Scheidsrechters: Santos, Fonseca (POR) |
| 24 januari 2016 18:15 | Dissinger 7 | (17–16) | Dibirov 7 | Hala Stulecia, Wrocław Toeschouwers: 6.593 Scheidsrechters: Santos, Fonseca (POR) |
| 24 januari 2016 18:15 | 3× 5×       | verslag | 3× 1×     | Hala Stulecia, Wrocław Toeschouwers: 6.593 Scheidsrechters: Santos, Fonseca (POR) |

| 24 januari 2016 20:30 | Spanje               | 23–27   | Denemarken | Hala Stulecia, Wrocław Toeschouwers: 6.593 Scheidsrechters: Nikolov, Nachevski (MKD) |
| 24 januari 2016 20:30 | Entrerríos, Rivera 4 | (14–11) | Damgaard 6 | Hala Stulecia, Wrocław Toeschouwers: 6.593 Scheidsrechters: Nikolov, Nachevski (MKD) |
| 24 januari 2016 20:30 | 3× 1×                | verslag | 3× 1×      | Hala Stulecia, Wrocław Toeschouwers: 6.593 Scheidsrechters: Nikolov, Nachevski (MKD) |

| 26 januari 2016 18:15 | Spanje   | 31–29   | Hongarije | Hala Stulecia, Wrocław Toeschouwers: 6.500 Scheidsrechters: Gousko, Repkin (BLR) |
| 26 januari 2016 18:15 | Rivera 5 | (15–15) | Nagy 9    | Hala Stulecia, Wrocław Toeschouwers: 6.500 Scheidsrechters: Gousko, Repkin (BLR) |
| 26 januari 2016 18:15 | 3× 5×    | verslag | 3× 5×     | Hala Stulecia, Wrocław Toeschouwers: 6.500 Scheidsrechters: Gousko, Repkin (BLR) |

| 26 januari 2016 20:30 | Zweden         | 28–28   | Denemarken | Hala Stulecia, Wrocław Toeschouwers: 6.593 Scheidsrechters: Stoļarovs, Līcis (LAT) |
| 26 januari 2016 20:30 | drie spelers 5 | (13–15) | Damgaard 7 | Hala Stulecia, Wrocław Toeschouwers: 6.593 Scheidsrechters: Stoļarovs, Līcis (LAT) |
| 26 januari 2016 20:30 | 3×             | verslag | 3× 4× 1×   | Hala Stulecia, Wrocław Toeschouwers: 6.593 Scheidsrechters: Stoļarovs, Līcis (LAT) |

| 27 januari 2016 16:00 | Zweden             | 22–14   | Hongarije | Hala Stulecia, Wrocław Toeschouwers: 5.900 Scheidsrechters: Stark, Ştefan (ROU) |
| 27 januari 2016 16:00 | Nilsson, Östlund 5 | (10–7)  | Bodó 5    | Hala Stulecia, Wrocław Toeschouwers: 5.900 Scheidsrechters: Stark, Ştefan (ROU) |
| 27 januari 2016 16:00 | 3× 5×              | verslag | 3× 1×     | Hala Stulecia, Wrocław Toeschouwers: 5.900 Scheidsrechters: Stark, Ştefan (ROU) |

| 27 januari 2016 18:15 | Duitsland | 25–23   | Denemarken | Hala Stulecia, Wrocław Toeschouwers: 6.593 Scheidsrechters: Horáček, Novotný (CZE) |
| 27 januari 2016 18:15 | Fäth 6    | (12–13) | Hansen 7   | Hala Stulecia, Wrocław Toeschouwers: 6.593 Scheidsrechters: Horáček, Novotný (CZE) |
| 27 januari 2016 18:15 | 2× 4×     | verslag | 3× 4×      | Hala Stulecia, Wrocław Toeschouwers: 6.593 Scheidsrechters: Horáček, Novotný (CZE) |

| 27 januari 2016 20:30 | Spanje    | 25–23   | Rusland   | Hala Stulecia, Wrocław Toeschouwers: 5.000 Scheidsrechters: Gubica, Milošević (CRO) |
| 27 januari 2016 20:30 | Rivera 11 | (11–12) | Dibirov 5 | Hala Stulecia, Wrocław Toeschouwers: 5.000 Scheidsrechters: Gubica, Milošević (CRO) |
| 27 januari 2016 20:30 | 3× 2×     | verslag | 3×        | Hala Stulecia, Wrocław Toeschouwers: 5.000 Scheidsrechters: Gubica, Milošević (CRO) |

## Knock-outfase
|  | halve finale                     | halve finale                     |    |                                     | finale                              | finale |
|  |                                  |                                  |    |                                     |                                     |        |
|  | 29 januari – Tauron Arena Krakau |                                  |    |                                     |                                     |        |
|  | Noorwegen                        | 33                               |    |                                     |                                     |        |
|  | Duitsland                        | 34                               |    |                                     |                                     |        |
|  |                                  |                                  |    |                                     |                                     |        |
|  |                                  |                                  |    |                                     | 31 januari – Hala Stulecia, Wrocław |        |
|  |                                  |                                  |    |                                     | Duitsland                           | 24     |
|  |                                  | Spanje                           | 17 |                                     |                                     |        |
|  |                                  |                                  |    |                                     |                                     |        |
|  |                                  |                                  |    |                                     | Derde plaats                        |        |
|  | 29 januari – Tauron Arena Krakau | 29 januari – Tauron Arena Krakau |    | 31 januari – Hala Stulecia, Wrocław | 31 januari – Hala Stulecia, Wrocław |        |
|  | Spanje                           | 33                               |    | Noorwegen                           | 24                                  |        |
|  | Kroatië                          | 29                               |    |                                     | Kroatië                             | 31     |

### Wedstrijd om 7e plaats
| 29 januari 2016 16:00 | Polen               | 26 – 24      | Zweden    | Hala Stulecia, Wrocław Toeschouwers: 6.500 Scheidsrechters: Gubica, Milošević (CRO) |
| 29 januari 2016 16:00 | Krajewski, Konitz 5 | (12–12)      | Nilsson 5 | Hala Stulecia, Wrocław Toeschouwers: 6.500 Scheidsrechters: Gubica, Milošević (CRO) |
| 29 januari 2016 16:00 | 3× 1×               | verslag (en) | 3× 1×     | Hala Stulecia, Wrocław Toeschouwers: 6.500 Scheidsrechters: Gubica, Milošević (CRO) |

### Wedstrijd om 5e plaats
| 29 januari 2016 18:30 | Frankrijk  | 29 – 26      | Denemarken    | Hala Stulecia, Wrocław Toeschouwers: 4.500 Scheidsrechters: López, Ramírez (ESP) |
| 29 januari 2016 18:30 | Kounkoud 8 | (15–13)      | Christensen 7 | Hala Stulecia, Wrocław Toeschouwers: 4.500 Scheidsrechters: López, Ramírez (ESP) |
| 29 januari 2016 18:30 | 3× 1×      | verslag (en) | 3× 1×         | Hala Stulecia, Wrocław Toeschouwers: 4.500 Scheidsrechters: López, Ramírez (ESP) |

### Halve finales
| 29 januari 2016 18:30 | Noorwegen  | 33 – 34 n.v.   | Duitsland    | Tauron Arena Kraków, Krakau Toeschouwers: 9.100 Scheidsrechters: Pichon, Reveret (FRA) |
| 29 januari 2016 18:30 | Bjørnsen 8 | (27–27, 13–14) | Reichmann 10 | Tauron Arena Kraków, Krakau Toeschouwers: 9.100 Scheidsrechters: Pichon, Reveret (FRA) |
| 29 januari 2016 18:30 | 4× 6× 1×   | verslag (en)   | 3× 2×        | Tauron Arena Kraków, Krakau Toeschouwers: 9.100 Scheidsrechters: Pichon, Reveret (FRA) |

| 29 januari 2016 21:00 | Spanje           | 33 – 29      | Kroatië     | Tauron Arena Kraków, Krakau Toeschouwers: 11.100 Scheidsrechters: Horáček, Novotný (CZE) |
| 29 januari 2016 21:00 | Rivera, García 6 | (18–14)      | Slišković 6 | Tauron Arena Kraków, Krakau Toeschouwers: 11.100 Scheidsrechters: Horáček, Novotný (CZE) |
| 29 januari 2016 21:00 | 4× 2×            | verslag (en) | 4× 3×       | Tauron Arena Kraków, Krakau Toeschouwers: 11.100 Scheidsrechters: Horáček, Novotný (CZE) |

### Troostfinale
| 31 januari 2016 15:00 | Noorwegen | 24 – 31      | Kroatië   | Tauron Arena Kraków, Krakau Toeschouwers: 12.500 Scheidsrechters: Načevski, Nikolov (MKD) |
| 31 januari 2016 15:00 | Sagosen 5 | (11–15)      | Duvnjak 6 | Tauron Arena Kraków, Krakau Toeschouwers: 12.500 Scheidsrechters: Načevski, Nikolov (MKD) |
| 31 januari 2016 15:00 | 4×        | verslag (en) | 3× 4× 1×  | Tauron Arena Kraków, Krakau Toeschouwers: 12.500 Scheidsrechters: Načevski, Nikolov (MKD) |

### Finale
| 31 januari 2016 17:30 | Duitsland | 24 – 17      | Spanje       | Tauron Arena Kraków, Krakau Toeschouwers: 15.000 Scheidsrechters: Gjeding, Hansen (DEN) |
| 31 januari 2016 17:30 | Häfner 7  | (10–6)       | Entrerríos 5 | Tauron Arena Kraków, Krakau Toeschouwers: 15.000 Scheidsrechters: Gjeding, Hansen (DEN) |
| 31 januari 2016 17:30 | 3× 8×     | verslag (en) | 1× 4×        | Tauron Arena Kraków, Krakau Toeschouwers: 15.000 Scheidsrechters: Gjeding, Hansen (DEN) |

## Eindrangschikking
| Goud   | Duitsland   |
| Zilver | Spanje      |
| Brons  | Kroatië     |
| 4      | Noorwegen   |
| 5      | Frankrijk   |
| 6      | Denemarken  |
| 7      | Polen       |
| 8      | Zweden      |
| 9      | Rusland     |
| 10     | Wit-Rusland |
| 11     | Macedonië   |
| 12     | Hongarije   |
| 13     | IJsland     |
| 14     | Slovenië    |
| 15     | Servië      |
| 16     | Montenegro  |

| 2016 Europees kampioen mannen · Duitsland · 2e titel Selectie: Carsten Lichtlein, Andreas Wolff, Johannes Sellin, Finn Lemke, Tobias Reichmann, Fabian Wiede, Hendrik Pekeler, Steffen Weinhold, Martin Strobel, Erik Schmidt, Steffen Fäth, Kai Häfner, Rune Dahmke, Julius Kühn, Simon Ernst, Niclas Pieczkowski, Christian Dissinger en Jannik Kohlbacher. · Bondscoach: Dagur Sigurdsson. |